# Vlag van Wervik
De vlag van Wervik werd door de gemeenteraad op 30 januari 1985 officieel vastgesteld als de gemeentelijke vlag van de West-Vlaamse gemeente Wervik. Op 7 mei 1985 werd hij door het Bestuur van Vlaanderen bevestigd en uiteindelijk gepubliceerd op 8 juli 1986 in het officiële Belgisch Staatsblad.
Officieel wordt de vlag beschreven als:
Twee even lange banen van geel en van rood.
De kleuren van de vlag zijn afkomstig op het gemeentewapen.

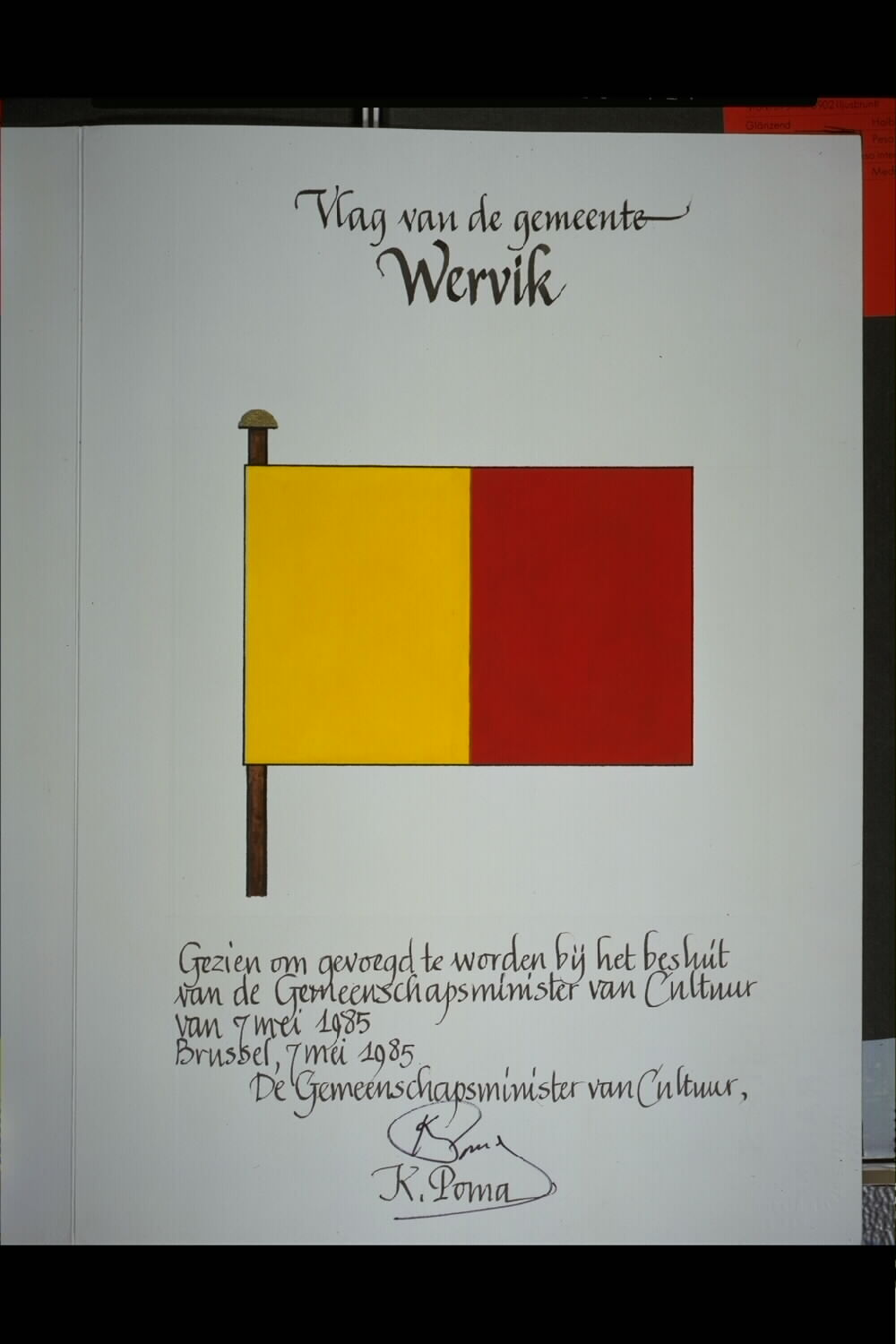
Ontwerp vlag getekend door Karel Poma